# Televisão Nacional do Haiti
A Televisão Nacional do Haiti (TNH) é a estatal de teledifusão do Haiti. Foi criada em 23 de dezembro de 1979, pelo Ministério da Informação. Com sede em Porto Príncipe, é o canal de TV com a maior audiência no país e também o segundo mais antigo.
Em 1987, a TNH foi fundida com a Radio Nationale, passando a compor uma rede denominada Radio Télévision Nationale d'Haiti (RTNH). Posteriormente, o conjunto passou a ser designado apenas por TNH. Em 1995, com a criação do Ministério da Cultura, a companhia mudou de controle.
Durante o terremoto de 12 de janeiro de 2010, o prédio da TNH resistiu graças à sua estrutura anti-sísmica, e sua transmissão foi retomada imediatamente após o desastre.

## Conteúdo
A TNH exibe programas de entretenimento e noticiário local, e seu site oficial é apresentado em francês.